# Долинка (Білгород-Дністровський район)
Доли́нка (до 1945 — хутір Кундук) — село Саратської селищної громади Білгород-Дністровського району Одеської області в Україні. Населення села складає 873 осіб.

## Історія
19 липня 2020 року, в результаті адміністративно-територіальної реформи і ліквідації Саратського району, село увійшло ло складу новоутвореного Білгород-Дністровського району.

## Населення
Згідно з переписом УРСР 1989 року чисельність наявного населення села становила 929 осіб, з яких 484 чоловіки та 445 жінок.
За переписом населення України 2001 року в селі мешкало 857 осіб.

### Мова
Розподіл населення за рідною мовою за даними перепису 2001 року:
| Мова       | Відсоток |
| ---------- | -------- |
| російська  | 39,52 %  |
| українська | 37,80 %  |
| молдовська | 11,34 %  |
| болгарська | 8,59 %   |
| гагаузька  | 1,49 %   |
| румунська  | 0,34 %   |
| білоруська | 0,11 %   |
| вірменська | 0,11 %   |
| грецька    | 0,11 %   |
| циганська  | 0,11 %   |
| інші       | 0,48 %   |